# Granja de clics
Una granja de clics es una forma de fraude de clics, donde se contrata a un gran grupo de trabajadores con salarios bajos para hacer clic en enlaces de publicidad pagados por un estafador de clics. Los trabajadores hacen clic en los enlaces, navegan por el sitio web de destino durante un período de tiempo y posiblemente se suscriben a boletines antes de hacer clic en otro enlace. Para muchos de estos trabajadores, hacer clic en suficientes anuncios por día puede aumentar sus ingresos sustancialmente y también puede ser una alternativa a otros tipos de trabajo. Es extremadamente difícil para un filtro automatizado detectar este tráfico simulado como falso porque el comportamiento del visitante parece exactamente el mismo que el de un visitante legítimo real.
Los me gusta falsos generados a partir de granjas de clics son esencialmente diferentes de los que surgen de los bots donde los programas de computadora están escritos por expertos en software. Para lidiar con estos problemas, compañías como Facebook están tratando de crear algoritmos que buscan borrar cuentas con actividad inusual (por ejemplo, que les gusten demasiadas páginas en un corto período de tiempo).

## Logística
Las granjas de clics generalmente se encuentran en países en desarrollo, como China, India, Nepal, Sri Lanka, Egipto, Indonesia, Filipinas y Bangladés. El negocio de las granjas de clics se extiende a la generación de me gusta y seguidores en plataformas de redes sociales como Facebook, Twitter, Instagram, Pinterest y más. A los trabajadores se les paga, en promedio, un dólar estadounidense por mil me gusta o por seguir a mil personas en Twitter. Según el Daily Mail, «BuyPlusFollowers vende 250 acciones de Google+ por $ 12.95; InstagramEngine vende 1,000 seguidores de Instagram por $ 12.00; y AuthenticHits vende 1,000 reproducciones SoundCloud por $ 9.00».
En Tailandia, en junio de 2017, se descubrió una granja de clics con cientos de teléfonos móviles y varios cientos de miles de tarjetas SIM utilizadas para crear Me gusta y vistas en WeChat.
Hay dos métodos para hacer granjas de clics. El primero es contratando a los estafadores para agotar el presupuesto de publicidad de la competencia para que puedan mostrar sus anuncios en clasificaciones más altas de pago por clic a un costo menor. En este caso, el competidor se debilita en lugar de ser superado en el sistema de ofertas de pago por clic. La inversión en la granja de clics realizada por el estafador es solo una fracción muy pequeña de la cantidad perdida por el competidor. El segundo es contratando las granjas de clics para que hagan clic en anuncios en el sitio del agricultor de clic. De esta forma, el dinero perdido por los anunciantes lo gana el granjero de clics, en lugar de los motores de búsqueda y las redes de contenido como en el primer método.  
La necesidad de hacer granjas de clics surge porque por la creciente importancia que las empresas, celebridades y otras organizaciones otorgan a la cantidad de Me gusta y seguidores que tienen. Esto crea valores monetarios para los "me gusta" y los seguidores, lo que significa que las empresas y las celebridades se sienten obligadas a aumentar sus "me gusta" para crear un perfil en línea positivo. 
Proveedores de pago por clic, incluidos Google, Yahoo! y MSN han realizado esfuerzos sustanciales para combatir el fraude de clics. Los filtros automatizados eliminan la mayoría de los intentos de fraude de clics. Deanna Yick, portavoz de Google con sede en Mountain View, California, dijo que «diseñamos nuestros sistemas para detectar ataques relacionados con bots». «Debido a que se automatiza una cantidad significativa de tráfico malicioso, los anunciantes están protegidos de este tipo de ataques», agregó. En un esfuerzo por eludir estos sistemas de filtrado, los estafadores de clics han comenzado a utilizar estas granjas de clics para imitar a los visitantes reales.

## Implicaciones
Aunque los servicios de granja de clics violan muchas políticas de usuarios de redes sociales, no hay regulaciones gubernamentales que los hagan ilegales. Sin embargo, Sam DeSilva, un abogado especializado en derecho de TI y outsourcing en Manches LLP en Oxford, mencionó que: «Potencialmente, se están violando varias leyes: la protección del consumidor y las regulaciones comerciales injustas. Efectivamente está engañando a los consumidores individuales».

## Respuestas del proveedor de publicidad
Facebook emitió una declaración que decía: «Un me gusta que no proviene de alguien realmente interesado en conectarse con la marca no beneficia a nadie. Si ejecuta una página de Facebook y alguien le ofrece un aumento en el recuento de sus admiradores a cambio de dinero, nuestro consejo es que se retire, sobre todo porque va en contra de nuestras reglas y existe una buena posibilidad de que esos "me gusta" sean eliminados. Investigamos y supervisamos a los "vendedores de likes" y si descubrimos que están vendiendo Me gusta falsos o generando conversaciones a partir de perfiles falsos, los bloquearemos rápidamente desde nuestra plataforma». Andrea Faville informó que las compañías de Alphabet Inc., Google y YouTube, «toman medidas contra los malos actores que buscan jugar con nuestros sistemas». El portavoz de LinkedIn Doug Madey dijo que comprar conexiones «diluye la experiencia de los miembros, viola su acuerdo de usuario y también puede provocar el cierre de cuentas». El director ejecutivo y fundador de Instagram, Kevin Systrom, informa: «Hemos estado desactivando las cuentas de spam de Instagram de forma continua para mejorar su experiencia».
La purga de cuentas y me gusta falsos de Facebook se produjo de agosto a septiembre de 2012. Según el informe financiero de Facebook de 2014 a la Comisión de Bolsa y Valores, se eliminaron aproximadamente 83 millones de cuentas falsas, lo que representa aproximadamente el 6.4 % del total de 1.300 millones de cuentas en Facebook. Likester informó que las páginas afectadas incluyen a Lady Gaga, que perdió 65.505 fanáticos y Facebook, que perdió 124.919 me gusta falsos. El gigante tecnológico Dell perdió 107.889 me gusta (2,87 % del total de me gusta) en 24 horas. Se eliminaron miles de millones de reproducciones falsas de videos de YouTube después de ser expuestos por los auditores. En diciembre de 2014, Instagram llevó a cabo una purga en el que se vieron afectadas muchas cuentas, incluida la propia cuenta de Instagram, que perdió 18.880.211 seguidores.
Investigaciones recientes han indicado que las granjas de clics, así como los bots independientes, se han vuelto fáciles de identificar mediante las defensas de una red publicitaria, mientras que los investigadores aún están estudiando y examinando técnicas más sofisticadas.